# Graming
Graming ist ein Gemeindeteil der Kreisstadt Altötting auf der Gemarkung Oberkastl.
Das Dorf liegt etwa einen Kilometer südlich des Stadtzentrums an der Kreisstraße AÖ 10 nach Trostberg.
Im Ort befindet sich die Brauerei Graminger Weißbräu und nördlich das Freibad St. Georgen.

## Geschichte
Der Ort wurde erstmals um 1300 als Graemling urkundlich erwähnt. Der Ortsname weist auf die Gründung durch Leute eines Mannes namens Graman hin.
Der ursprünglich zur Gemeinde Oberkastl gehörige Ort kam bei deren Gründung am 1. Januar 1966 zur Gemeinde Kastl. Mit Wirkung vom 1. Januar 1978 wurden neun Ortsteile von Kastl in die Stadt Altötting umgegliedert, darunter Graming.